# Temporada 1989-90 de los Cleveland Cavaliers
La temporada 1989-90 fue la vigésima de los Cleveland Cavaliers en la NBA. La temporada regular acabó con 42 victorias y 40 derrotas, ocupando el séptimo puesto de la conferencia Este, clasificándose para los playoffs, en los que cayó en primera ronda ante Philadelphia 76ers.

## Elecciones en elDraft
| Ronda | Puesto | Jugador      | Posición  | Nacionalidad   | Universidad          |
| ----- | ------ | ------------ | --------- | -------------- | -------------------- |
| 1     | 25     | John Morton  | Base      | Estados Unidos | Seton Hall           |
| 2     | 43     | Chucky Brown | Ala-Pívot | Estados Unidos | North Carolina State |

## Temporada regular
| División Central      | División Central | División Central | División Central | División Central | División Central | División Central | División Central | División Central |
| Equipo                | G                | P                | %                | PD               | Casa             | Fuera            | Div              |                  |
| --------------------- | ---------------- | ---------------- | ---------------- | ---------------- | ---------------- | ---------------- | ---------------- | ---------------- |
| y-Detroit Pistons     | 59               | 23               | .720             | –                | 35–6             | 24–17            | 22–8             |                  |
| x-Chicago Bulls       | 55               | 27               | .671             | 4                | 36–5             | 19–22            | 20–10            |                  |
| x-Milwaukee Bucks     | 44               | 38               | .537             | 15               | 27–14            | 17–24            | 14–16            |                  |
| x-Cleveland Cavaliers | 42               | 40               | .512             | 17               | 27–14            | 15–26            | 14–16            |                  |
| x-Indiana Pacers      | 42               | 40               | .512             | 17               | 28–13            | 14–27            | 16–14            |                  |
| Atlanta Hawks         | 41               | 41               | .500             | 18               | 25–16            | 16–25            | 15–15            |                  |
| Orlando Magic         | 18               | 64               | .220             | 41               | 12–29            | 6–35             | 4–26             |                  |

## Playoffs

### Primera ronda
Philadelphia 76ers  vs. Cleveland Cavaliers
| Fecha       | Partido                                         | Ciudad     |
| ----------- | ----------------------------------------------- | ---------- |
| 26 de abril | Philadelphia 76ers 111, Cleveland Cavaliers 106 | Filadelfia |
| 29 de abril | Philadelphia 76ers 107, Cleveland Cavaliers 101 | Filadelfia |
| 1 de mayo   | Cleveland Cavaliers 122, Philadelphia 76ers 95  | Cleveland  |
| 3 de mayo   | Cleveland Cavaliers 108, Philadelphia 76ers 96  | Cleveland  |
| 5 de mayo   | Philadelphia 76ers 113, Cleveland Cavaliers 97  | Filadelfia |
|             | Philadelphia 76ers gana las series 3-2          |            |

## Estadísticas
| Rk | Jugador          | Edad | P  | PT | MP   | TC  | TCI  | %TC  | T3  | T3I | %T3   | TL  | TLI | %TL  | RO  | RD  | RT  | AS  | RB  | TAP | BP  | FP  | PTS  |
| -- | ---------------- | ---- | -- | -- | ---- | --- | ---- | ---- | --- | --- | ----- | --- | --- | ---- | --- | --- | --- | --- | --- | --- | --- | --- | ---- |
| 1  | Ron Harper       | 26   | 7  | 7  | 37.4 | 8.7 | 19.7 | .442 | 0.1 | 0.7 | .200  | 4.4 | 5.9 | .756 | 2.7 | 4.1 | 6.9 | 7.0 | 2.0 | 1.3 | 2.6 | 3.6 | 22.0 |
| 2  | Mark Price       | 25   | 73 | 73 | 37.1 | 6.7 | 14.6 | .459 | 2.1 | 5.1 | .406  | 4.1 | 4.6 | .888 | 0.9 | 2.5 | 3.4 | 9.1 | 1.6 | 0.1 | 2.9 | 1.2 | 19.6 |
| 3  | Craig Ehlo       | 28   | 81 | 64 | 35.7 | 5.4 | 11.6 | .464 | 1.3 | 3.1 | .419  | 1.6 | 2.3 | .681 | 1.8 | 3.6 | 5.4 | 4.6 | 1.6 | 0.3 | 2.0 | 2.8 | 13.6 |
| 4  | Brad Daugherty   | 24   | 41 | 40 | 35.1 | 6.0 | 12.4 | .479 | 0.0 | 0.0 | .000  | 4.9 | 7.0 | .704 | 1.9 | 7.2 | 9.1 | 3.2 | 0.7 | 0.5 | 2.7 | 2.6 | 16.8 |
| 5  | Hot Rod Williams | 27   | 82 | 29 | 33.9 | 6.4 | 13.0 | .493 | 0.0 | 0.0 |       | 4.0 | 5.4 | .739 | 2.7 | 5.4 | 8.1 | 2.0 | 1.0 | 2.0 | 1.7 | 2.6 | 16.8 |
| 6  | Larry Nance      | 30   | 62 | 53 | 33.3 | 6.6 | 13.0 | .511 | 0.0 | 0.0 | 1.000 | 3.0 | 3.9 | .778 | 2.6 | 5.7 | 8.3 | 2.6 | 0.9 | 2.0 | 1.8 | 3.0 | 16.3 |
| 7  | Steve Kerr       | 24   | 78 | 5  | 21.3 | 2.5 | 5.5  | .444 | 0.9 | 1.8 | .507  | 0.8 | 0.9 | .863 | 0.2 | 1.1 | 1.3 | 3.2 | 0.6 | 0.1 | 0.9 | 0.8 | 6.7  |
| 8  | Randolph Keys    | 23   | 48 | 13 | 18.6 | 3.1 | 7.5  | .421 | 0.0 | 0.2 | .200  | 1.3 | 1.7 | .744 | 1.1 | 1.8 | 2.9 | 0.8 | 0.8 | 0.0 | 1.0 | 2.4 | 7.6  |
| 9  | Chris Dudley     | 24   | 37 | 22 | 18.5 | 2.1 | 5.5  | .389 | 0.0 | 0.0 |       | 0.7 | 2.1 | .338 | 2.4 | 3.1 | 5.5 | 0.5 | 0.5 | 1.1 | 1.3 | 2.2 | 5.0  |
| 10 | Winston Bennett  | 24   | 55 | 34 | 18.0 | 2.5 | 5.2  | .479 | 0.0 | 0.0 |       | 1.2 | 1.7 | .667 | 1.5 | 1.9 | 3.4 | 1.0 | 0.4 | 0.2 | 1.1 | 2.4 | 6.1  |
| 11 | Chucky Brown     | 21   | 75 | 35 | 17.9 | 2.8 | 6.0  | .470 | 0.0 | 0.1 | .000  | 1.7 | 2.2 | .762 | 1.1 | 2.0 | 3.1 | 0.7 | 0.4 | 0.3 | 0.9 | 2.0 | 7.3  |
| 12 | Reggie Williams  | 25   | 32 | 12 | 16.9 | 2.8 | 7.5  | .381 | 0.2 | 0.8 | .222  | 0.9 | 1.3 | .732 | 0.5 | 1.3 | 1.9 | 1.2 | 0.7 | 0.3 | 1.0 | 2.5 | 6.8  |
| 13 | Tree Rollins     | 34   | 48 | 19 | 14.0 | 1.2 | 2.6  | .456 | 0.0 | 0.0 | .000  | 0.2 | 0.3 | .688 | 1.2 | 2.0 | 3.2 | 0.5 | 0.3 | 1.1 | 0.7 | 1.7 | 2.6  |
| 14 | Paul Mokeski     | 33   | 38 | 1  | 11.8 | 1.7 | 3.9  | .420 | 0.0 | 0.0 | .000  | 0.7 | 0.9 | .694 | 0.7 | 1.9 | 2.6 | 0.4 | 0.2 | 0.3 | 0.7 | 2.0 | 4.0  |
| 15 | John Morton      | 22   | 37 | 3  | 10.9 | 1.3 | 4.4  | .298 | 0.2 | 0.8 | .233  | 1.2 | 1.7 | .694 | 0.2 | 0.7 | 0.9 | 1.8 | 0.5 | 0.1 | 1.4 | 0.8 | 3.9  |
| 16 | Derrick Chievous | 22   | 14 | 0  | 7.1  | 1.1 | 3.0  | .357 | 0.0 | 0.1 | .000  | 1.4 | 1.7 | .792 | 0.5 | 0.6 | 1.1 | 0.3 | 0.2 | 0.1 | 0.4 | 0.8 | 3.5  |
| 17 | Gary Voce        | 24   | 1  | 0  | 4.0  | 1.0 | 3.0  | .333 | 0.0 | 0.0 |       | 0.0 | 0.0 |      | 2.0 | 0.0 | 2.0 | 0.0 | 0.0 | 0.0 | 0.0 | 0.0 | 2.0  |